# Elasmus lividus
Elasmus lividus är en stekelart som beskrevs av Girault 1913. Elasmus lividus ingår i släktet Elasmus och familjen finglanssteklar. Inga underarter finns listade i Catalogue of Life.